# Оонурмеська сільська рада
О́онурмеська сільська рада (ест. Oonurme külanõukogu, рос. Оонурмеский сельский совет) — сільська рада в Естонській РСР, адміністративно-територіальна одиниця в складі повіту Вірумаа (1945—1949), Йигвіського повіту (1949—1950), Муствееського району (1950—1959) та Раквереського району (1959—1960).

## Населені пункти
Адміністративний центр — село Оонурме, що розташовувалося на відстані 45 км на північ від міста Муствее.
Землями, що належали сільраді, користувався колгосп «Оонурме».

## Історія
13 вересня 1945 року на території волості Тудулінна у Віруському повіті утворена Оонурмеська сільська рада з центром у селі Оонурме.
25 лютого 1949 року сільрада разом з волостю Тудулінна відокремлена від повіту Вірумаа, ставши складовою частиною утвореного повіту Йигвімаа.
26 вересня 1950 року, після скасування в Естонській РСР повітового та волосного поділу, сільська рада ввійшла до складу новоутвореного Муствееського сільського району.
24 січня 1959 року сільрада приєднана до Раквереського району після скасування Муствееського району.
3 вересня 1960 року Оонурмеська сільська рада ліквідована. Її територія склала північно-західну частину Тудуліннаської сільської ради Йигвіського району.